# Flowbee

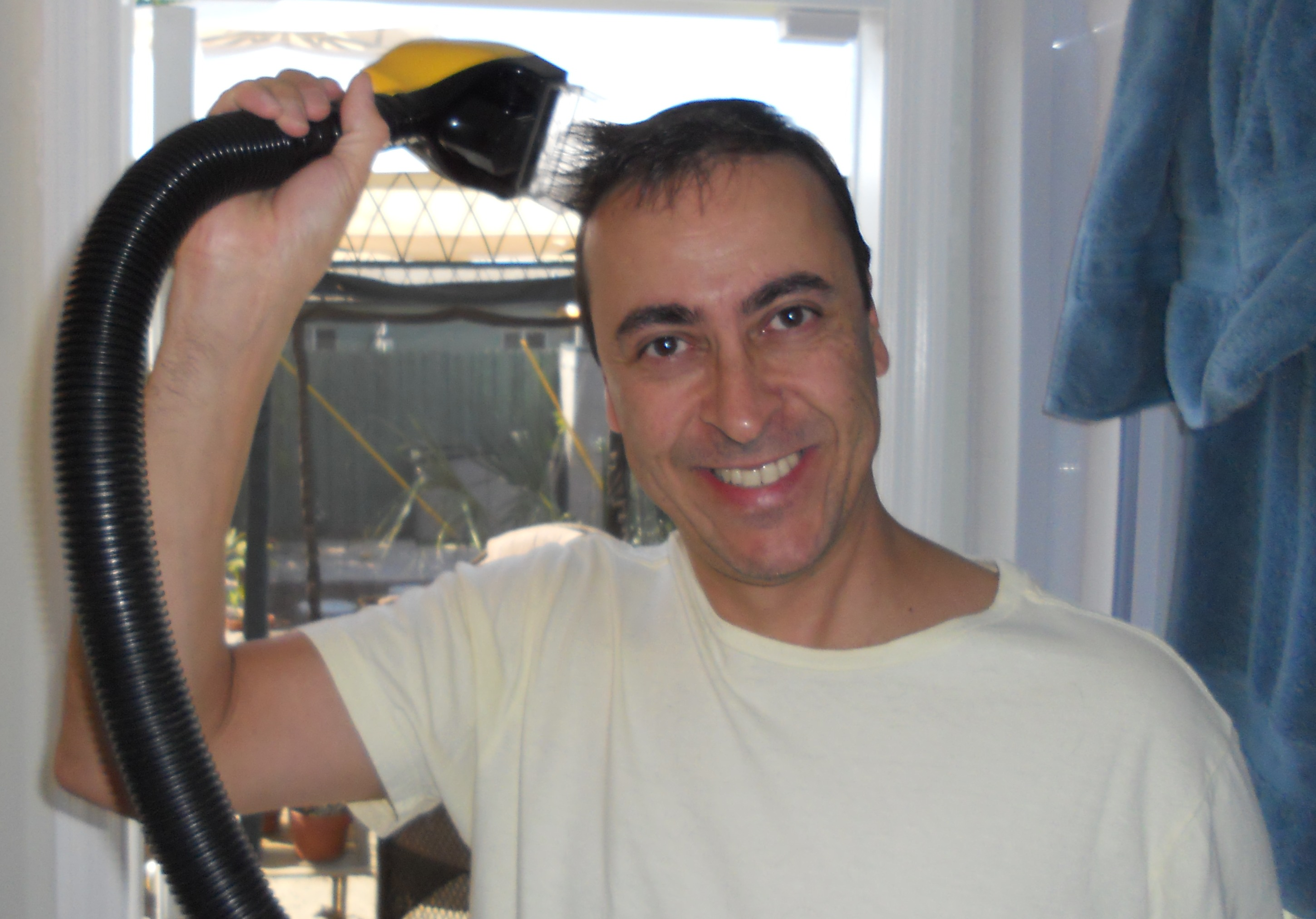
Flowbee in Gebrauch

Flowbee ist ein elektrisch betriebener Staubsaugeraufsatz, der zum Haarschneiden verwendet wird. Im Jahr 1986 wurde er von seinem Entwickler, dem Zimmermann Rick E. Hunts aus San Diego (Kalifornien), zum Patent angemeldet, das 1987 bewilligt wurde. Die Innovation bestand darin, mit verschieden langen Aufsätzen, beim Schneiden der Haare, die in den Aufsatz gesaugt wurden, im Ergebnis eine einheitliche Haarlänge zu garantieren und das abgeschnittene Haar gleichzeitig zu entsorgen. Seit 1988 wird das Produkt vermarktet, zunächst aus der heimischen Werkstatt. Bekannt wurde Flowbee auch in Deutschland durch nachts ausgestrahlte TV-Werbesendungen. Bis zum Jahr 2000 wurden zwei Millionen Exemplare verkauft.
Flowbee eignet sich außerdem zur Pflege von Hunden mit langem Fellhaar. Ein entsprechender Aufsatz ist separat erhältlich. Vorübergehend wurde zudem ein spezielles grünes Modell für diesen Zweck angeboten. Im Laufe der Jahre erfuhr Flowbee mindestens drei Überarbeitungen („Vac-u-cut“, „Flowbee Int.“, „Flowbee.com“), die anhand der Form und der Kennzeichnung des Schneidkopfes nachvollziehbar sind.
Flowbee wird direkt über die Webseite des Herstellers und über verschiedene Händler über das Internet vertrieben. Die Produktionsstätte des Flowbee war zunächst in Flour Bluff, einem Vorort von Corpus Christi in Texas beheimatet und wurde später nach Kerrville (ebenfalls in Texas) verlegt.
Im Zuge der Covid-19-Pandemie mussten 2020 viele Friseure schließen. Außerdem teilte George Clooney im Sommer 2020 mit, dass er seit Jahren Flowbee benutzt. Dadurch ist die Nachfrage stark gestiegen.

## Rezeption
Die Bekanntheit des Flowbee wird oft ironisch interpretiert, so z. B. von Jon Stewart: “If they can sit through a half-hour of a Flowbee commercial, they can certainly sit through a half-hour of my show.” (deutsch: „Wenn sie [Die Zuschauer] eine halbe Stunde Flowbeewerbung durchhalten, dann halten sie sicherlich auch eine halbe Stunde meiner Sendung durch.“) oder von der Bloodhound Gang im Lied Mope: “Givin’ myself a mullet, hook the Flowbee to the Kirby” (deutsch: „Ich mach’ mir eine Vokuhila, häng' den Flowbee an den Kirby“. (Kirby ist eine in den USA bekannte Staubsaugermarke.))